# Nikólaosz Trikúpisz
Nikólaosz Trikúpisz (görög nyelv: Νικόλαος Τρικούπης) (Görögország, Meszolóngi, 1869. – 1956.) olimpiai bronzérmes görög sportlövő.
A legelső újkori nyári olimpián, az 1896. évi nyári olimpiai játékokon, Athénban indult sportlövészetben, kettő versenyszámban: hadipuskában bronzérmes lett, összetett szabadpuskában helyezését nem ismerjük.